# 太田龍朗
太田 龍朗（おおた たつろう、1940年 - ）は日本の医学者、精神科医。専門は精神生理学、睡眠学。名古屋大学医学部名誉教授。医学博士（名古屋大学・1988年）
。

## 略歴
- 長野県岡谷市出身
- 長野県諏訪清陵高等学校卒業
- 1966年 - 名古屋大学医学部医学科卒業
- 1975年 - 名古屋大学医学部附属病院精神科助手
- 1978年 - 浜松医科大学附属病院精神神講師
- 1981年 - 名古屋大学医学部附属病院精神科講師
- 1988年 - 医学博士（名古屋大学）[2]
- 1992年 - 名古屋大学医学部精神医学講座教授
- 2001年 - 名古屋大学大学院医学研究科精神医学分野教授、名古屋大学医学部名誉教授
- 2003年 - 愛知淑徳大学教養教育センター教授
- 2004年 - 愛知淑徳大学医療福祉学部福祉貢献学科教授

現在 愛知淑徳大学医療福祉学部教授、名古屋大学名誉教授、北林病院名誉院長　総合心療センターひなが名誉院長

## 学会
- アジア睡眠学会元理事長
- 日本生物学的精神医学会理事
- 日本心身医学会監事
- 日本睡眠学会元理事長
- 日本精神神経学会評議員[1]

## 著書
- 『睡眠障害ガイドブック 治療とケア』弘文堂、2006年10月。ISBN 9784335651243。

## 関連人物
- 笠原嘉